# Фијала
Фијала (грч. Φιαλη) је у грчкој митологији било име више личности.

## Етимологија
Њено име има значење „пехар“.

## Митологија
- Према Овидијевим „Метаморфозама“ Фијала је била Океанида у пратњи богиње Артемиде.[2] Била је или Најада са извора или Нефела пљуска.[3]
- Фијала је била кћерка јунака Алкимедонта, који је живео у пећини на планини Остракини у Аркадији. Када је Херакле пролазио туда, водио је љубав са њом и она је зачела и потом родила сина Ехмагору. Отац ју је тада завезао за дрво, оставивши њу и дете да умру од глади у планини. Дечји плач је подражавала птица крешталица и довела Херакла до места где су били мајка и дете. Херакле их је ослободио, а оближњи извор је добио назив Киса по овој птици.[1] Ову причу је забележио Паусанија.[4]

## Тумачење
Према Роберту Гревсу, прича о Алкимедонтовој кћерки је заправо анегдота која је објашњавала назив извора, изгледа некада посвећеном Тотему птице крешталице.